# Hafsa bint Umar
Hafsa bint Umar (en árabe: حفصة بنت عم)(n. 605 - m. 665/66) era hija de Umar ibn al-Jattab y esposa del profeta islámico Mahoma, y por lo tanto ha sido considerada como la "Madre de los Creyentes".
Uthman utilizó la copia de Hafsa cuando estandarizó el texto del Corán.

## Biografía
Se casó con Khunais ibn Hudhaifa, pero enviudó pronto cuando tenía 19 años y, según la tradición islámica, su padre le ofreció su mano a Abu Bakr as-Siddiq y a  Uthman ibn Affan. Ambos se negaron a casarse con ella. Cuando su padre, Umar, se dirigió a Mahoma para quejarse del comportamiento de sus compañeros, con respecto al matrimonio con su hija, Mahoma respondió: "Hafsa se casará con un hombre mejor que Abu y Uthman se casará con una mujer mejor que Hafsa".
Mahoma se casó con ella en el año 624. En el momento del matrimonio Hafsa contaba con 19 años. Con este matrimonio Mahoma fortaleció sus vínculos con Umar, que ahora era su suegro.